# Buhund norvégien
Le buhund norvégien ou berger norvégien est une race de chien d'origine norvégienne. C'est un chien de type spitz, à la robe de couleur noire ou froment. Très polyvalent, il est utilisé comme Chien de berger et Chien de garde.

## Historique
Le buhund norvégien est très répandu en Scandinavie au Moyen Âge, il a été introduit en 874 par les colonisateurs Norvégiens en Islande, où il a été à l'origine de toutes les races locales. Son nom signifie simplement chien (hund) berger (bu). En dehors de la Norvège, le berger Norvégien est aujourd'hui répandu en Grande Bretagne et en Australie.[réf. nécessaire]

## Standard
Le buhund norvégien est un chien de type spitz, compact, de taille légèrement en dessous de la moyenne. Le corps est inscriptible dans un carré. La queue est portée fermement enroulée sur le dos. La large tête se rétrécit fortement au niveau du stop. Les yeux sombres sont de forme ovale. Les oreilles sont droites et pointues portées fermement dressées. 
Le poil de couverture est épais, abondant et dur, plutôt lisse et couché avec un sous-poil doux et épais. Sur la tête et la face antérieure des membres, le poil est comparativement plus court. Il est plus long au cou, à la poitrine, à la face postérieure des cuisses et à la queue. Deux couleurs sont admises par le standard :
- Froment (biscuit) : il s'agit d'un beige clair à rouge-jaunâtre ; la couleur est franche et lumineuse de préférence. Le poil peut être charbonné sans influencer la couleur de base. Un masque est autorisé. La robe doit contenir aussi peu de blanc que possible.
- Noir. De préférence unicolore (sans trop de décoloration bronzée).

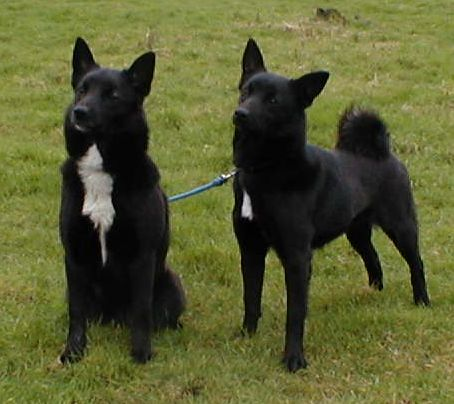
Deux buhunds norvégiens noirs.
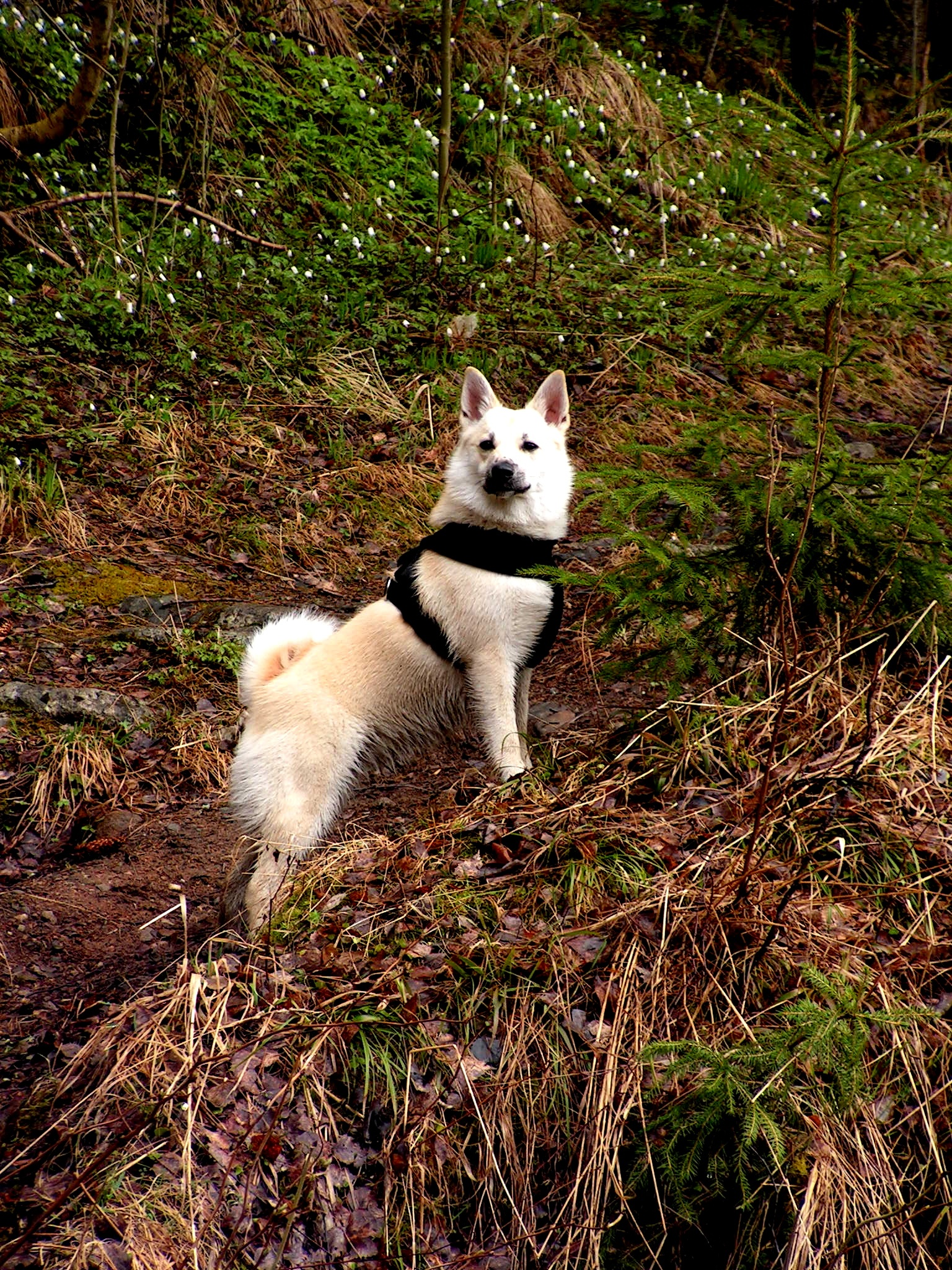
Buhund norvégien froment.

## Caractère
Le buhund norvégien est décrit dans le standard FCI comme un chien courageux, énergique et amical.

## Aptitudes
Le buhund norvégien est un chien de berger, un chien de ferme et un chien de garde. 
Il est adapté à de nombreuses tâches, de la garde des troupeaux à la défense des personnes et des animaux, ainsi qu'à la chasse à la sauvagine. Il est doté d'une ouïe, d'une vue et d'un flair exceptionnels. Au cours des long mois pendant lesquels son pays reste enfoui sous la neige, il ne cesse jamais d'être actif.[réf. nécessaire]